# 2016年伊朗扣押美国水兵事件
2016年1月12日，两艘美国CB90攻擊快艇在伊朗波斯湾法爾斯島附近进入伊朗领海后，被伊朗伊斯兰革命卫队海军扣押。起初，美国军方声称这些水兵因机械故障无意中进入伊朗水域，但后来有报道称，他们进入伊朗水域是因为导航错误。美国国务卿約翰·福布斯·凱瑞在5分钟内致电伊朗外长穆罕默德·贾瓦德·扎里夫。此後两国部长之间还进行了多次通话。美國水兵与伊朗军方进行了简短的口头交流，15小时后美國水兵获释，没有人受伤。